# Langenbruck
Langenbruck es una comuna suiza del cantón de Basilea-Campiña, situada en el distrito de Waldenburg. Limita al noroeste con la comuna de Waldenburg, al norte con Oberdorf y Bennwil, al noreste con Eptingen, al este con Hägendorf (SO), al sur con Egerkingen (SO) y Holderbank (SO), y al oeste con Mümliswil-Ramiswil (SO).

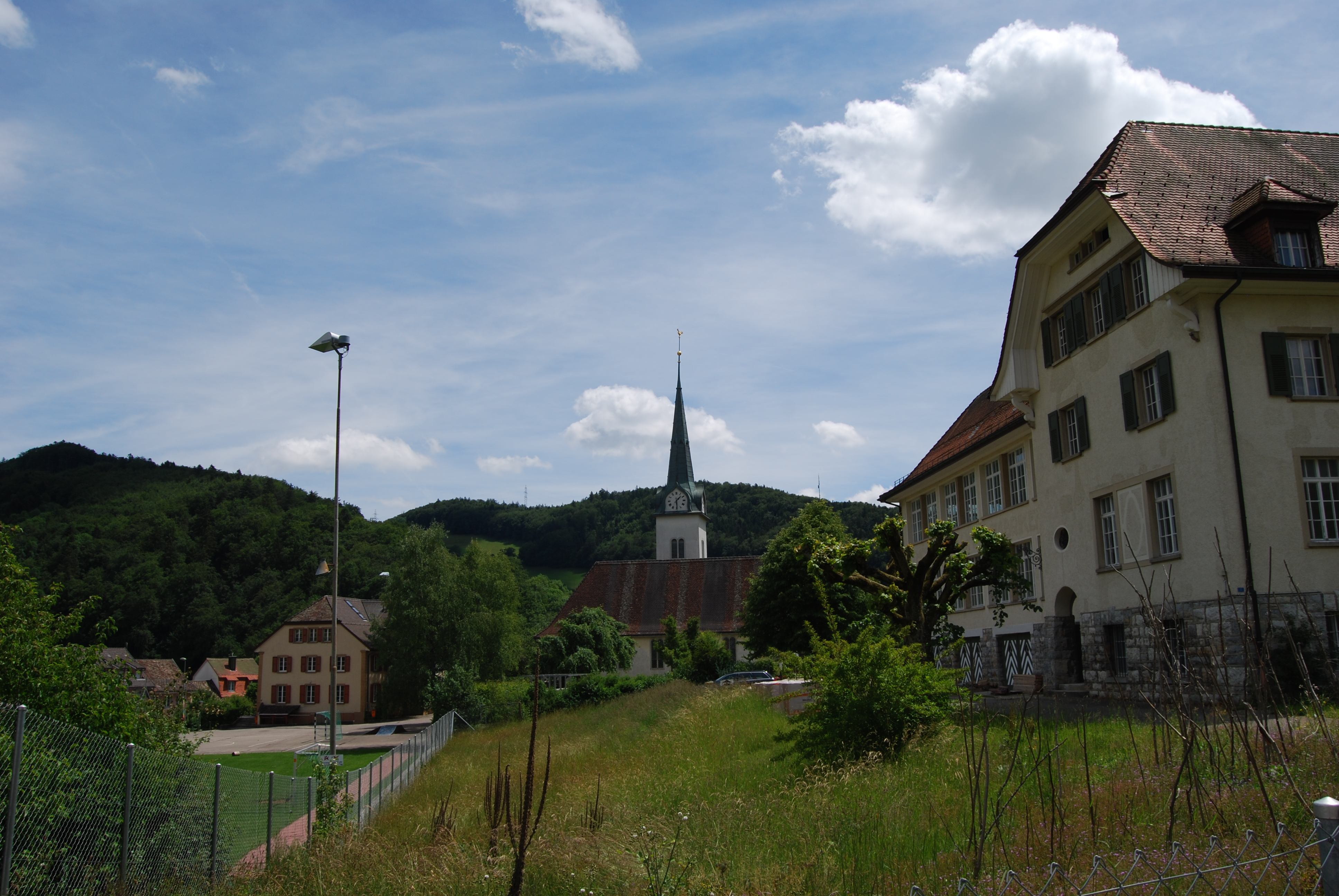
Langenbruck